# Sedlejov
Sedlejov är en ort i Tjeckien.   Den ligger i regionen Vysočina, i den centrala delen av landet, 120 km sydost om huvudstaden Prag. Sedlejov ligger 555 meter över havet och antalet invånare är 272.
Terrängen runt Sedlejov är huvudsakligen platt, men västerut är den kuperad. Runt Sedlejov är det ganska tätbefolkat, med 65 invånare per kvadratkilometer. Närmaste större samhälle är Jihlava, 20,0 km norr om Sedlejov. I omgivningarna runt Sedlejov växer i huvudsak blandskog.